# Trošelji
Trošelji (en serbio: Трошељи) es una aldea de la municipalidad de Gradiška, Republika Srpska, Bosnia y Herzegovina.

## Población
| Composición de la Población - Aldea de Trošelji | Composición de la Población - Aldea de Trošelji | Composición de la Población - Aldea de Trošelji | Composición de la Población - Aldea de Trošelji | Composición de la Población - Aldea de Trošelji |
| ----------------------------------------------- | ----------------------------------------------- | ----------------------------------------------- | ----------------------------------------------- | ----------------------------------------------- |
|                                                 | 2013                                            | 1991                                            | 1981                                            | 1971                                            |
| Total                                           | 565                                             | 550 (100%)                                      | 589 (100%)                                      | 608 (100%)                                      |
| Varones                                         | 276                                             | -                                               | -                                               | -                                               |
| Mujeres                                         | 289                                             | -                                               | -                                               | -                                               |
| Serbios                                         | 554                                             | 516 (93,82%)                                    | 567 (96,26%)                                    | 579 (95,23%)                                    |
| Croatas                                         | 10                                              | 12 (2,18%)                                      | 12 (2,04%)                                      | 15 (2,47%)                                      |
| Bosniacos                                       | -                                               | -                                               | 1 (0,17%)                                       | -                                               |
| Eslovenos                                       | -                                               | -                                               | -                                               | -                                               |
| Musulmanes                                      | -                                               | -                                               | -                                               | -                                               |
| Montenegrinos                                   | -                                               | -                                               | -                                               | -                                               |
| Gitanos                                         | -                                               | -                                               | -                                               | -                                               |
| Macedonios                                      | -                                               | -                                               | -                                               | 1 (0,16%)                                       |
| Albaneses                                       | -                                               | -                                               | -                                               | 1 (0,16%)                                       |
| Ukranianos                                      | -                                               | -                                               | -                                               | -                                               |
| Yugoslavos                                      | -                                               | 20 (3,64%)                                      | 3 (0,51%)                                       | 5 (0,82%)                                       |
| Otros                                           | -                                               | 2 (0,36%)                                       | 6 (1,02%)                                       | 7 (1,15%)                                       |
| Sin declarar                                    | 1                                               | -                                               | -                                               | -                                               |
| Desconocidos                                    | -                                               | -                                               | -                                               |                                                 |